# Hans Lagerqvist
Hans Lagerqvist, född 28 april 1940 i Göteborg, död 22 juli 2019, var en svensk friidrottare (stavhopp). Han tävlade för Duvbo IK. Han blev 1967 Stor Grabb nummer 242 i friidrott.

## Främsta meriter
Lagerqvist innehade det svenska rekordet i stavhopp under en period år 1967.

## Idrottskarriär (stavhopp)
1965 vann Lagerqvist SM på 4,60.
Han vann det första guld i den första SM-tävlingen i stav inomhus år 1966 (4,40).
Den 26 februari 1967 slog Lagerqvist Karl Gustaf Burlins svenska rekord i stav från 1966 genom att hoppa 4,88 i Los Angeles. Den 21 juni i Oslo förbättrade han sitt rekord till 4,90, och tre dagar senare, den 24 juni, nådde han 4,93 i Smedjebacken. Han förlorade dock rekordet i augusti till John-Erik Blomqvist som bröt 5-metersgränsen.
Under inomhussäsongen 1971 blev han sjua vid inne-EM i Sofia. Han vann även SM-guld inomhus, på 5,00. Utomhus blev han fyra vid EM i Helsingfors på 5,25 (Kjell Isaksson tog silver och John Erik Blomqvist kom sexa).
Lagerqvist vann, på 5,40, silvermedaljen vid inomhus-EM i Grenoble 1972. Han vann ute-SM detta år, på 5,00, då Kjell Isaksson blev skadad. Han deltog även vid OS i München där han blev sjua på 5,20. 
Även 1973 var han med vid inomhus-EM, denna gång i Rotterdam, men denna gång kom han bara tolva.
Totalt deltog han i 35 landskamper.

## Övrigt
Hans Lagerqvist har i andra grenar följande personbästa: 10,8 på 100 m, 7,07 i längdhopp. 
Han lanserade volthopp i längdhopp, men detta godkändes inte av IAAF.
Han var styrelseledamot i Stora Grabbars Förening.